# Se prendió el arbolito
Se prendió el arbolito es el primer álbum recopilatorio colaborativo de estilo navideño del cantante de reguetón Ñejo y Jamsha. Fue publicado el 7 de diciembre de 2018 bajo su propio sello La Fama Allstars y por el sello Trash Toy. Cuenta con las colaboraciones de Arcángel y el cantante Dálmata.

## Lista de canciones
- Adaptados desde TIDAL.[3]

| N.º   | Título                                    | Duración |  |
| 1.    | «Alegre prendo»                           | 1:17     |  |
| 2.    | «La marijuana al despertar»               | 4:43     |  |
| 3.    | «Más toto»                                | 3:24     |  |
| 4.    | «Quisiera ser Santa Claus» (con Arcángel) | 3:56     |  |
| 5.    | «Navidad 2» (con Dálmata)                 | 3:12     |  |
| 6.    | «Candela»                                 | 1:44     |  |
| 7.    | «Mi bloncito»                             | 1:28     |  |
| 8.    | «Yo me voy pal punto»                     | 1:29     |  |
| 21:13 |                                           |          |  |